# لوروا كيمب
لوروا كيمب (بالإنجليزية: Leroy Kemp) هو مصارع هاوي أمريكي، ولد في 24 ديسمبر 1956 في كليفلاند في الولايات المتحدة.

## وصلات خارجية
- لوروا كيمب على موقع قاعدة بيانات المصارعة الدولية (الإنجليزية)